# Sorteper (tegneseriefigur)
 For alternative betydninger, se Sorteper. (Se også artikler, som begynder med Sorteper)
Sorteper (på engelsk Pete, Peg-Leg Pete, Bad Pete, Big Pete, Big Bad Pete og Black Pete) er en tegnefilms- og tegneseriefigur i Disneys univers. Han startede i de tidlige stumme Alice-tegnefilm som næsten fast skurk, og siden optrådte han i adskillige af kortfilmene med Mickey Mouse, Anders And og de andre kendte figurer som en led karl.
I tegneserierne er han vaneforbryder og en af Mickey Mouses værste fjender i de serier, hvor han er detektiv. I tidlige historier tegnet af Floyd Gottfredson havde han træben, og han har i visse oversættelser heddet Per Med Træbenet (jævnfør Peg-Leg Pete).

## Galleri
Han er en udpræget grov karakter, der råber højt og har en ondskabsfuld latter. Hans reaktioner på at forehavendet forpurres af Mickey er udpræget som et forkælet barn. 
Nogle gange samarbejder han med hjælperen Lusk, der især i de sene Paul Murry-historier er hans faste makker. Han har et stort tandbørsteoverskæg og kalder ofte Sorteper for "chef."
I Jumbobøgerne er han gift med Hilda.
Sorteper er den ældste Disneyfigur, der stadig bruges. Han optrådte første gang på film i februar 1925 – 3 år før Mickey Mouses første optræden.

## Andre optrædener
- Sorteper lavede en cameo i Hvem snørede Roger Rabbit.

- Sorteper var meget rar i Mickey Mouse Klubhus.

- Sorteper optrådte i Hos Mickey.